# Abiodun Oyewole

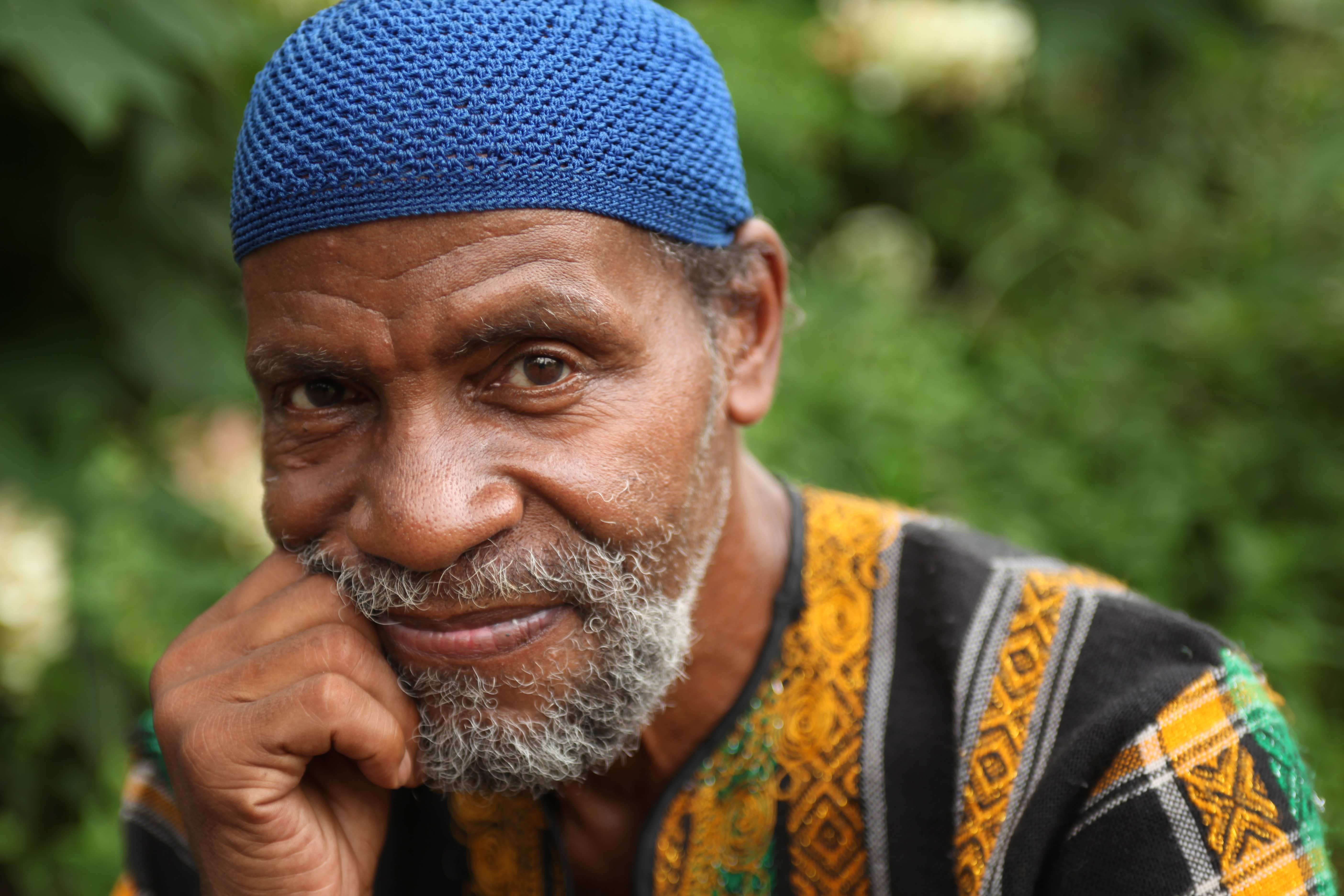
Abiodun Oyewole (2013)

Abiodun Oyewole (* 25. Februar 1948 in Cincinnati als Charles Davis) ist ein US-amerikanischer Lyriker und Perkussionist. Er wurde zunächst als Mitglied der afroamerikanischen Spoken-Word-Gruppe The Last Poets bekannt.

## Leben und Wirken
Oyewole zog im Alter von drei Jahren mit seiner Tante nach Queens. Dort wurde er von Jazz und Gospelmusik sowie von den Gedichten von Langston Hughes beeinflusst. Mit 15 Jahren erhielt er von einem Yoruba-Priester seinen heutigen Namen.
Oyewole gehörte zu den Last Poets und war am ersten Album der Gruppe 1970 beteiligt. Dann musste er nach einer Verurteilung wegen Diebstahl ins Gefängnis. Nachdem er zweieinhalb Jahre einer dreijährigen Haftstrafe verbüßt hatte, wurde er wegen guter Führung für ein Studium tagsüber freigestellt. Oyewole setzte seine Ausbildung an der nahe gelegenen Shaw University in Raleigh fort, wo er einen Bachelor-Abschluss erwarb. Anschließend promovierte er an der Columbia University in New York City, wo er dann zum Lehrkörper gehörte.
Oyewole veröffentlichte in den 1980er Jahren zwei Singles unter eigenem Namen, schloss sich dann wieder den Last Poets an, die 1995 ein neues Album mit dem Titel Holy Terror und im Folgejahr ein Buch mit dem Titel On a Mission: Selected Poetry and a History of the Last Poets veröffentlichten.
1994 beteiligte er sich zudem am Kompilationsalbum Stolen Moments: Red Hot + Cool, wo er neben Omar Ben Hassen und Pharoah Sanders auf einem Update von This is Madness zu hören ist. 1996 erschien, produziert von Bill Laswell, sein Debütalbum 25 Years bei Polystar, an dem Henry Threadgill, Aiyb Deng und Ted Daniel mitwirkten.
2014 veröffentlichte Oyewole seine gesammelten Gedichte in Buchform; daneben erschien auch ein Prosaband. 2014 veröffentlichte er unter eigenem Namen das Album Love Has No Seas, dem 2022 bei Fire Records eine weitere CD mit dem Titel Gratitude folgte. Er ist auch auf Pharoah Sanders’ Album Save Our Children sowie auf Tonträgern von Trilok Gurtu, Jamaaladeen Tacuma (Revolutionary Royalty), Radio Citizen und AfroHORN zu hören.

## Schriften
- Branches of the Tree of Life: The Collected Poems of Abiodun Oyewole, 1969–2013. 2Leaf Press, New York 2014
- The Beauty of Being: A Collection of Fables, Short Stories & Essays. 2Leaf Press, New York 2018
- mit Pharoah Oyewole Davis: Legacy: A Book of Poetic Tributes. Vol. 1. New York 2018